# Gypsophila arrostii
Gypsophila arrostii är en nejlikväxtart. Gypsophila arrostii ingår i släktet slöjor, och familjen nejlikväxter.

## Underarter
Arten delas in i följande underarter:
- G. a. arrostii
- G. a. nebulosa